# The Anatomy of the Tongue in Cheek
 (novembre 2023).
Si vous disposez d'ouvrages ou d'articles de référence ou si vous connaissez des sites web de qualité traitant du thème abordé ici, merci de compléter l'article en donnant les références utiles à sa vérifiabilité et en les liant à la section « Notes et références ».

The Anatomy of the Tongue in Cheek est un album du groupe américain Relient K, sorti en 2001.

## Liste des pistes
1. Kick-Off
2. Pressing On
3. Sadie Hawkins Dance
4. Down In Flames
5. Maybe It's Maybeline
6. Breakdown
7. Those Words Are Not Enough
8. For The Moments I Feel Faint
9. Lion Wilson
10. I'm Lion-O
11. What Have You Been Doing Lately?
12. May The Horse Be With You
13. My Way Or The Highway...
14. Breakfast At Timpani's
15. The Rest Is Up To You
16. Failure To Excommunicate
17. Less Is More